# Козачий (Первомайський район)
Коза́чий (рос. Казачий) — селище у складі Первомайського району Алтайського краю, Росія. Входить до складу Боровіхинської сільської ради.

## Населення
Населення — 845 осіб (2010; 859 у 2002).
Національний склад (станом на 2002 рік):
- росіяни — 95 %